# Tapas Acupressure Technique
Tapas Acupressure Technique (TAT) is een alternatieve therapeutische interventietechniek, behorend tot de noemer energiepsychologie. Tapas Acupressure Technique is in 1994 ontwikkeld door Tapas Fleming, een Californische acupuncturiste.  TAT wordt gebruikt voor het behandelen van allergie, psychotrauma en fobie. Over de veronderstelde werking is zeer weinig bekend.

## De techniek
TAT bestaat uit een specifieke houding, en zeven stappen.  De houding is het vasthouden van het acupunctuurpunt blaas 1 met de duim en ringvinger van een hand, de andere hand op het achterhoofd. Tijdens de zeven stappen richt je je aandacht op:
1. het probleem
2. het tegenovergestelde
3. alle oorsprongen van het probleem lossen nu op
4. overal in je leven, lichaam en geest waar het probleem heeft gezeten lossen nu op
5. alle onbewuste voordelen van het probleem lossen nu op
6. ik vergeef iedereen die verantwoordelijk is voor dit probleem
7. ik vraag vergeving aan iedereen die ik heb gekwetst met dit probleem